# Atelopus barbotini
Atelopus barbotini é uma espécie de anfíbio anuro da família Bufonidae. Está presente na Guiana Francesa.